# جون ووكر (مبرمج)
جون ووكر (بالإنجليزية: John Walker)‏ مبرمج ومؤسس شركة أوتودسك المتخصصة في برامج التصميمات الهندسية.